# William F. Ludwig starší
William F. Ludwig (1879 Nenderoth, Německo – 1973 Chicago) byl americký perkusionista, výrobce bicích nástrojů a zakladatel firmy Ludwig Drums. Podílel se na založení Národní asociace rudimentálních bubeníků a je členem Síně slávy Percussive Arts Society.

## Publikace
- Collection of Drum Solos
- WFL Complete Drum Instructor
- WFL Drum Corps Manual
- The Ludwig Drum and Bugle Manual
- Ludwig Tympani Instructor
- The Ludwig Drum Method